# سوفرن (نيويورك)
سوفرن (بالإنجليزية: Suffern, New York)‏ هي بلدة تقع في الولايات المتحدة في مقاطعة روكلاند، نيويورك. يقدر عدد سكانها بـ 10,723 نسمة ومساحتها 5.5 كم2 وترتفع عن سطح البحر 95 متر.

## التركيبة السكانية
حدّد مكتب تعداد الولايات المتحدة بيانات التركيبة السكانية لسوفرن في تعداد الولايات المتحدة. في ما يلي، التركيبة السكانية حسب تعدادي 2000 و2010.

### تعداد عام 2000
بلغ عدد سكان سوفرن 11,006 نسمة بحسب تعداد عام 2000، وبلغ عدد الأسر 4,634 أسرة وعدد العائلات 2,838 عائلة مقيمة في القرية. في حين سجلت الكثافة السكانية 1,997.5 نسمة لكل كيلومتر مربع (5,173.5/ميل2). وبلغ عدد الوحدات السكنية 4,762 وحدة بمتوسط كثافة قدره 864.2 لكل كيلومتر مربع (2,238.3/ميل2).
وتوزع التركيب العرقي للقرية بنسبة 86.83% من البيض و3.53% من الأمريكيين الأفارقة و0.26% من الأمريكيين الأصليين و2.83% من الأمريكيين ذوي الأصول الآسيوية و0.09% من سكان جزر المحيط الهادئ و4.52% من الأعراق الأخرى و1.94% من عرقين مختلطين أو أكثر و12.87% من الهسبانيون أو اللاتينيون من أي عرق.
بلغ عدد الأسر 4,634 أسرة كانت نسبة 27.4% منها لديها أطفال تحت سن الثامنة عشر تعيش معهم، وبلغت نسبة الأزواج القاطنين مع بعضهم البعض 47.6% من أصل المجموع الكلي للأسر، ونسبة 10.2% من الأسر كان لديها معيلات من الإناث دون وجود شريك، بينما كانت نسبة 3.4% من الأسر لديها معيلون من الذكور دون وجود شريكة وكانت نسبة 38.8% من غير العائلات. تألفت نسبة 32.5% من أصل جميع الأسر من عدة أفراد يعيشون في نفس المنزل ونسبة 12.2% كانت تتألف من شخص يعيش بمفرده يبلغ من العمر 65 عاماً أو أكثر. وبلغ متوسط حجم الأسرة المعيشية 2.36، أما متوسط حجم العائلات فبلغ 3.00.
بلغ العمر الوسطي للسكان 38.8 عاماً. وكانت نسبة 20.1% من القاطنين تحت سن الثامنة عشر، وكانت نسبة 7.3% بين الثامنة عشر والرابعة والعشرين عاماً، ونسبة 32.7% كانت واقعةً في الفئة العمرية ما بين الخامسة والعشرين والرابعة والأربعين عاماً، ونسبة 24.6% كانت ما بين الخامسة والأربعين والرابعة والستين، ونسبة 14.7% كانت ضمن فئة الخامسة والستين عاماً فما فوق. يوجد لكل 100 أنثى 92.1 ذكر، ويوجد لكل 100 أنثى في الثامنة عشر من عمرها فما فوق 89.6 ذكر.
بلغ متوسط دخل الأسرة في القرية 59,754 دولارًا، أما متوسط دخل العائلة فبلغ 74,937 دولارًا. وكان متوسط دخل الذكور 46,959 دولارًا مقابل 36,093 دولارًا للإناث. وسجل دخل الفرد الخاص بالقرية 29,208 دولارًا. وكانت نسبة 3.5% من العائلات ونسبة 5.7% من السكان تحت خط الفقر، وكان من هؤلاء نسبة 7.8% تحت سن الثامنة عشر ونسبة 6.4% في الخامسة والستين من العمر وما فوق.

### تعداد عام 2010
بلغ عدد سكان سوفرن 10,723 نسمة بحسب تعداد عام 2010، وبلغ عدد الأسر 4,534 أسرة وعدد العائلات 2,664 عائلة مقيمة في القرية. في حين سجلت الكثافة السكانية 1,946.1 نسمة لكل كيلومتر مربع (5,040.4/ميل2). وبلغ عدد الوحدات السكنية 4,879 وحدة بمتوسط كثافة قدره 885.5 لكل كيلومتر مربع (2,293.4/ميل2).
وتوزع التركيب العرقي للقرية بنسبة 79.27% من البيض و4.63% من الأمريكيين الأفارقة و0.28% من الأمريكيين الأصليين و5.50% من الأمريكيين ذوي الأصول الآسيوية و0.01% من سكان جزر المحيط الهادئ و8.13% من الأعراق الأخرى و2.17% من عرقين مختلطين أو أكثر و17.88% من الهسبانيون أو اللاتينيون من أي عرق.
بلغ عدد الأسر 4,534 أسرة كانت نسبة 27.3% منها لديها أطفال تحت سن الثامنة عشر تعيش معهم، وبلغت نسبة الأزواج القاطنين مع بعضهم البعض 44.7% من أصل المجموع الكلي للأسر، ونسبة 10.4% من الأسر كان لديها معيلات من الإناث دون وجود شريك، بينما كانت نسبة 3.7% من الأسر لديها معيلون من الذكور دون وجود شريكة وكانت نسبة 41.2% من غير العائلات. تألفت نسبة 35.3% من أصل جميع الأسر من عدة أفراد يعيشون في نفس المنزل ونسبة 15.6% كانت تتألف من شخص يعيش بمفرده يبلغ من العمر 65 عاماً أو أكثر. وبلغ متوسط حجم الأسرة المعيشية 2.31، أما متوسط حجم العائلات فبلغ 3.00.
بلغ العمر الوسطي للسكان 41.6 عاماً. وكانت نسبة 19.7% من القاطنين تحت سن الثامنة عشر، وكانت نسبة 6.8% بين الثامنة عشر والرابعة والعشرين عاماً، ونسبة 28.7% كانت واقعةً في الفئة العمرية ما بين الخامسة والعشرين والرابعة والأربعين عاماً، ونسبة 27.7% كانت ما بين الخامسة والأربعين والرابعة والستين، ونسبة 17.1% كانت ضمن فئة الخامسة والستين عاماً فما فوق. وتوزع التركيب الجنسي للسكان بنسبة 48.6% ذكور و51.4% إناث.

## أعلام
- دايفيد إتش ماكونيل
- ميخائيل روجرز
- جوزيف فاسانو
- جيا فاريل
- بوب باري
- كلاوديو سانشيز
- دانيال كارتر بيرد
- الكسندر د. هندرسون
- أل سيما
- ماري انتين